# Bernd Jakubowski
Bernd Jakubowski (* 10. Dezember 1952 in Rostock; † 25. Juli 2007 in Dresden) war ein deutscher Fußballspieler. Der Torwart spielte in der höchsten Spielklasse des DDR-Fußballs, der Oberliga, für Hansa Rostock und Dynamo Dresden. Für den DFV wurde Jakubowski in der B-Nationalmannschaft, der Olympiaauswahl sowie in Nachwuchs- und Juniorennationalelf eingesetzt.

## Sportliche Laufbahn
Bernd Jakubowski begann seine Fußballkarriere 1961 als Schüler beim SC Empor Rostock, aus dessen Fußballabteilung im Dezember 1965 der F.C. Hansa Rostock entstand. Bereits als Juniorenspieler kam er zu Auswahlehren und bestritt in den Jahren 1970 und 1971 mit der Juniorennationalmannschaft der DDR 20 Länderspiele. Am 25. Mai 1970 stand er in der Juniorenauswahl, die nach einem 1:1 gegen die Niederlande und Losentscheid für die DDR das UEFA-Juniorenturnier, die inoffizielle Junioreneuropameisterschaft, gewann.
Nachdem der 1,88 Meter große „Jaku“ Jakubowski für den Männerbereich spielberechtigt geworden war, wurde er zunächst in der 2. Mannschaft des F.C. Hansa eingesetzt, die in der zweitklassigen DDR-Liga spielte. Dort bestritt er sein erstes Spiel am 8. November 1970. In der Saison 1971/72 gab Jakubowski seinen Einstand in der Oberligamannschaft der Hanseaten. Am 11. September 1971 wurde er in der Begegnung des 5. Spieltages Stahl Riesa – Hansa Rostock (1:3) für den verletzten Stammtorwart Dieter Schneider eingewechselt.
Im Laufe dieser Saison kam er noch in drei weiteren Oberligaspielen zum Einsatz, war aber im Übrigen mit 16 von 22 Punktspieleinsätzen Stammtorhüter der 2. Mannschaft. 1972/73 konnte er sich weder in der 1. noch in der 2. Mannschaft dauerhaft behaupten, konnte sich jedoch in der DDR-Nachwuchsnationalmannschaft etablieren, in der er zwischen 1972 und 1975 15 Länderspiele bestritt. Seine erfolgreichste Saison bei Hansa Rostock hatte Jakubowski in der Spielzeit 1973/74, als er wiederum in Vertretung für den verletzten Schneider 16 Oberligaspiele bestritt. Nach Schneiders Genesung rückte er wieder in das zweite Glied zurück, kam aber noch elfmal in den Punktspielen der Oberligasaison 1974/75 zum Einsatz. Es war seine letzte Oberligaspielzeit in Rostock, denn 1975/76 musste Hansa nach Abstieg in der DDR-Liga spielen, in der Jakubowski achtmal (fünf Partien in der Liga, drei in der Aufstiegsrunde) Schneider vertrat.
Nach dem Wiederaufstieg im Sommer 1976 gab Hansa Rostock, dem neben Schneider mit Aul und Desens zwei weitere junge Torwarttalente zur Verfügung standen, Jakubowski im Laufe der Saison 1976/77 an den DDR-Fußballmeister Dynamo Dresden ab. Nach seinem Umzug am 1. Dezember 1976 nach Dresden bestritt er in der restlichen Saison als zweiter Mann hinter Claus Boden fünf Oberligaspiele für die Schwarz-Gelben. Am Saisonende konnte Jakubowski mit Dresden seinen ersten Meistertitel feiern. In dieser Saison kam Jakubowski auch in vier B-Länderspielen zum Einsatz. 1977/78 errang Jakubowski nach 18 Oberligaeinsätzen seine zweite Meisterschaft. 1979/80 hatte er Boden endgültig mit einer kompletten Punktspielserie mit 26 Einsätzen als Stammtorhüter abgelöst. Diese Position konnte er bis 1986 halten und fügte seinen beiden Meisterschaften in den Jahren 1982, 1984 und 1985 noch drei DDR-Pokalsiege hinzu. Beim Pokalfinale am 1. Mai 1982 gegen den BFC Dynamo, es stand nach Verlängerung 1:1, parierte er im Elfmeterschießen den Schuss von Christian Backs und entschied somit das Endspiel um den FDGB-Pokal für Dresden. 1980 gehörte er zum Aufgebot der DDR-Olympiaauswahl für das olympische Fußballturnier in der Sowjetunion. Dort gewann er die Silbermedaille, wurde aber nur im Vorrundenspiel gegen Syrien (5:0) eingesetzt. Nummer eins bei Trainer Rudolf Krause war der BFC-Torsteher Bodo Rudwaleit.
Das Europapokalspiel zwischen Bayer 05 Uerdingen und Dynamo Dresden im März 1986, als Wunder von der Grotenburg in die deutsch-deutsche Fußballgeschichte eingegangen, setzte Jakubowskis Laufbahn ein unerwartetes Ende. Nach einem unglücklichen Zusammenprall mit Wolfgang Funkel zog sich der Diplomsportlehrer im Dynamo-Kasten einen Schulterbruch zu, der nach Comeback-Versuchen in der 2. Mannschaft ab Herbst 1986 eine weitere Betätigung als Torwart später nicht mehr zuließ. Für Dynamo Dresden bedeutete Jakubowskis Verletzung einen schweren Rückschlag beim Spiel in Krefeld, denn der auf diesem Niveau unerfahrene Ersatztorhüter Jens Ramme musste in der 2. Halbzeit noch sechs Gegentore hinnehmen. Mit dem Endergebnis 3:7 flogen die Sachsen nach einem 2:0-Hinspielsieg und einer 3:1-Pausenführung noch spektakulär aus dem Europapokal der Pokalsieger 1985/86. Während seiner 16-jährigen Oberligazeit hatte Jakubowski 219 Erstligaspiele absolviert – 36 für den F.C. Hansa Rostock und 183 für die SG Dynamo Dresden.

## Weiterer Werdegang
Von 1974 bis 1982 hatte er durch ein Fernstudium an der DHfK in Leipzig das Diplom als Sportlehrer erworben. Ab 1980 arbeitete er in einem Fitnessstudio. Von 1987 bis 1989 war er bei Dynamo als Jugend- und Torwarttrainer im Einsatz. Als Vizepräsident gehörte er dem Funktionärsteam vom April 1991 bis April 1992 an. Von 1995 bis 1999 betrieb er als selbständiger Unternehmer ein Fitnessstudio, bevor er als Sportdirektor von 1999 bis 2001 bei Dynamo im Amt war.
Zuletzt betreute er als Übungsleiter die Fußballer des Radeberger SV in der Bezirksklasse Dresden. Mit 54 Jahren erlag er einem Krebsleiden.

## Trivia
Jakubowski gehörte zum noch sehr umfangreichen, vorläufigen 40er-Kader der DDR-Nationalmannschaft für die WM 1974 in der Bundesrepublik. Er wurde aber weder in das 22-köpfige ostdeutsche Aufgebot für das Turnier im Nachbarland berufen noch bestritt der damals 21-jährige Hansa- und spätere Dynamo-Torwart jemals ein A-Länderspiel für den DFV.

## Erfolge
- Sieger UEFA-Juniorenturnier: 1970
- DDR-Oberliga-Aufstieg: 1976
- DDR-Meister: 1977 und 1978
- Olympische Silbermedaille: 1980
- DDR-Pokalsieger: 1982, 1984 und 1985

## Auszeichnungen
- 1980 – Vaterländischer Verdienstorden in Bronze (Neues Deutschland, 22. August 1980, Seite 4)